# Nacht van de Lange Messen

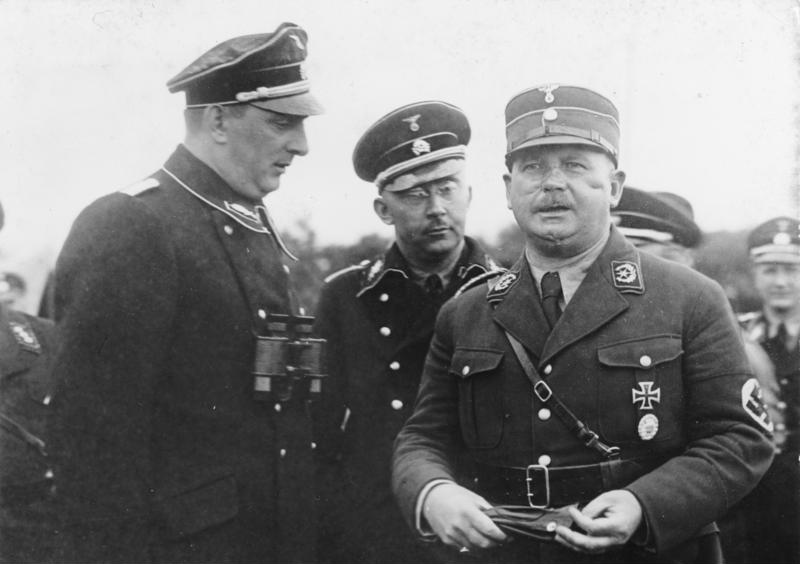
Kurt Daluege, Heinrich Himmler en Ernst Röhm in 1933

Tijdens de Nacht van de Lange Messen (30 juni – 2 juli 1934), in Duitsland veelal bekend als de Röhm-Putsch, werd de hele top van de Sturmabteilung (SA), de knokploeg of milities van de Duitse nazipartij Nationalsozialistische Deutsche Arbeiterpartei (NSDAP), vermoord door de Schutzstaffel (SS) van Heinrich Himmler. Hitler en zijn getrouwen wilden hiermee hun absolute macht in Duitsland vervolmaken. 
SA-stafchef en Hitlers strijdmakker van het eerste uur Ernst Röhm en andere SA-leiders werden geliquideerd, maar ook vooraanstaande leden van de linkse Strasser-factie in de nazipartij met hun boegbeeld Gregor Strasser, evenals prominente antinazi's, zoals de voormalige rijkskanselier Kurt von Schleicher en Gustav von Kahr, die Hitlers Bierkeller-putsch hadden onderdrukt in 1923.
De Reichswehr - het leger van de Weimar Republiek- , niet-nazi's binnen de regering, rijkspresident Von Hindenburg en vooral de Duitse grootindustriëlen bij monde van vice-rijkskanselier Von Papen hadden tevoor hun onvrede bij Hitler geuit. Zij vreesden allemaal  de enorm gegroeide, opdringerige SA en vonden dat haar invloed moest worden ingeperkt. Concreet: de wens van Röhm om a) zijn stormtroepen vuurwapens toe te staan, alsmede b) zijn eis dat de anti-kapitalistische, sociale revolutie nu voltooid moest worden, werd te gevaarlijk. 

## Redenen
Na de machtsovername in Duitsland door de NSDAP waren er verschillende partijen die om diverse redenen de SA-bruinhemden het liefst zagen verdwijnen. Hitler vond dat de kopstukken van de SA te links waren. Daarnaast suggereerde Hitler dat de SA-top een aanslag op hem beraamde.  De leiding van het Duitse leger was sceptisch over de SA. Omdat Hitler het gewone leger hard nodig had, was dit een reden de macht van de SA in te perken. 

### Hitler
Hitler had vanaf het begin van de machtsuitbreiding van de SA onder Ernst Röhm al conflicten met hem over wie de feitelijke leider van de nationaalsocialisten was. Röhm zag de nazipartij, de NSDAP, als de politieke tak van de SA, hooguit gelijkwaardig en zeker niet superieur aan de SA. Hitler en de partij zagen daarentegen de SA als de paramilitaire vleugel van de partij, die Hitler gehoorzaamheid verschuldigd was. Al vanaf de jaren 1920 waren er dan ook geregeld botsingen geweest tussen de NSDAP en de SA, die tot dusverre altijd binnenskamers waren opgelost.
De oorspronkelijke taak van de SA was intimidatie van tegenstanders en bescherming van NSDAP-leden. Na de machtsovername van 1933 waren deze tegenstanders uitgeschakeld en had Hitler de SA eigenlijk niet meer nodig. De SA, met ruim 2,5 miljoen leden en een harde kern van fulltime-strijders, was echter vele malen groter dan de Reichswehr. Zelfs de NSDAP was in ledental niet zo groot als de SA. Daarnaast doken in de SA, naast de gebruikelijke boksbeugels en ploertendoders, ook revolvers en andere vuurwapens op. Er was sprake van wapendepots waar de Reichswehr en zelfs de NSDAP niet van op de hoogte waren. Hitler besefte dat als hij niet ingreep nu het nog kon, Röhm hem weleens de macht kon ontnemen over de partij en daarmee over Duitsland.

### Duitse leger
Het reguliere Duitse leger, de Reichswehr, zag in de SA een ongewenste concurrent en werd hierin niet bepaald gerustgesteld door Röhms uitlatingen. De ambities van Röhm om van het partijleger in de totalitaire nazistaat ook het landleger te maken, zinden noch Hitler – die het gedisciplineerde leger met zijn talentvolle generaals prefereerde boven de ongeregelde troepen van de SA –, noch uiteraard de legertop van de Reichswehr.

### Concurrerende nazileiders
In de hogere regionen van de NSDAP was de concurrentiestrijd moordend. Partijbonzen als Göring, Himmler en Goebbels speelden in op de weerzin van Hitler tegen Röhm en de SA en zagen concurrent Röhm graag verdwijnen. Ze werkten maar al te graag mee aan plannen om Röhm uit te schakelen. Himmler maakte gebruik van deze kans door het gezag over de Gestapo te claimen, dat Göring hem graag gaf als tegenwicht voor Röhm. Himmler liet verder zijn SS maar wat graag het vuile werk opknappen om verder bij Hitler in de gunst te komen.

### Het grootkapitaal
Röhm was bovendien met zijn SA een vertegenwoordiger van de socialistische vleugel van de beweging. Zij had voor haar aanhang serieuze sociale programma's. Zoals onderdak, maaltijden, scholing. Een SA buurtcentrum heette een 'Heim'. Veel SA-mannen waren werkloos of dat geweest. Bovendien konden SA-mannen, zelfs nu de NSDAP aan de macht was, moeilijk aan werk komen. Omdat ze een slechte reputatie hadden, wilden werkgevers hen meestal niet aannemen. Binnen de SA heerste dan ook weerzin tegen industriëlen, bankiers en de gevestigde orde. Hitler zag daarentegen meer in een samenwerking met het establishment en wilde kopstukken als Schacht, Thyssen en Krupp niet van zich vervreemden. Achteraf steunden dus ook de grootindustriëlen de liquidatie van de SA-top.

## Het conflict
Röhm en zijn SA vertoonden tekenen van eigenzinnigheid en werden te machtig, waardoor ze een potentieel gevaar waren. Hitler trachtte aan de ene kant de ongebreidelde machtstoename van de SA in te dammen door hen onder andere hun bevoegdheid als hulppolitie in Pruisen af te nemen. Aan de andere kant besefte hij dat de NSDAP Röhm wel ergens tegemoet moest komen. Röhm werd uiteindelijk als troost in december 1933 benoemd tot minister zonder portefeuille. Röhm betoogde echter in het openbaar dat zijn ministerschap de eerste stap was op weg naar een SA-ministerie, waarbij in de toekomst wellicht het ministerie van Oorlog zou worden ingelijfd.
Ook latere bemiddelingspogingen hadden geen succes. Er ontstond verwijdering tussen Hitler en Röhm, hoewel ze naar buiten toe de façade van wederzijdse trouw ophielden. In een samenzijn met vertegenwoordigers van Reichswehr, SA en NSDAP trachtte Hitler een compromis voor te stellen, maar diens uitlating dat de mannen van de Reichswehr de enige wapendragers in Duitsland mochten zijn viel slecht bij de SA-top. De SA gaf een eigen ledenblad uit waarin vanaf begin 1934 Hitler nauwelijks nog werd genoemd en waarin Röhm als leider bewierookt werd.
In de zomer van 1934 was de maat vol. De SA was niet meer te houden en had zelfs al aanslagen gepleegd op SS- en NSDAP-kantoren. Hitler verkoos uiteindelijk de gedisciplineerde, geoefende Reichswehr met talentvolle bevelvoerders als Heinz Guderian boven de ongecontroleerde knokploeg die de SA was. Hiertoe werd in de lente van 1934 een officieuze overeenkomst met het leger gesloten, toen bleek dat de oude president Von Hindenburg stervende was.
Een ongelukkige uitspraak van Röhm, doorgebriefd door Viktor Lutze, werd aangegrepen om het zuiveringsbesluit te rechtvaardigen. Naarstig werd naar ander belastend bewijs gezocht en desnoods gefabriceerd, zodat ten slotte een volledig verzonnen motief werd aangevoerd: Röhm zou met steun van de Franse ambassadeur André François-Poncet een coup voorbereiden tegen Hitler. Ook Kurt von Schleicher en Gustav von Kahr zouden hierbij betrokken zijn, hoewel zij noch lid van de SA noch van de NSDAP waren. De top van de SA zou erbij betrokken zijn en zou op een bijeenkomst op 30 juni 1934 de plannen voor deze coup beramen. Praktische achtergrond voor het tijdstip was dat alle SA-topfunctionarissen bij elkaar zouden komen, terwijl hun achterban grotendeels met vakantie of verlof zou zijn.

## De liquidaties
Een aantal SA-leiders werd gearresteerd op een bijeenkomst, maar Röhm werd van zijn bed gelicht, evenals Edmund Heines, die in gezelschap zou zijn geweest van een 18-jarig lid van de Hitlerjugend. Dat Röhm homoseksueel was, werd later een van Hitlers belangrijkste beschuldigingen, hoewel Hitler al langer bekend was met diens seksuele voorkeur en er eerder geen probleem van had gemaakt. Er zijn bronnen die uitgaan van een vervalsing uitgedacht door Reinhard Heydrich om Röhm opzettelijk met valse documenten te compromitteren en zo uit te schakelen. Bij de bestorming van het hotel waar Röhm verbleef, zou ook Adolf Hitler zelf persoonlijk aanwezig zijn geweest. De Führer en zijn aanhang zochten het kamernummer en vervolgens stormden ze naar binnen. De verbaasde Röhm zag aan zijn bed Adolf Hitler zelf staan die schreeuwde: “Eruit!”. Röhm werd vervolgens opgepakt en naar een gevangenis afgevoerd.
Röhm werd tijdens het weekend in een cel opgesloten terwijl Hitler nadacht over wat hij met hem zou doen. De stap om hem dood te laten schieten durfde hij blijkbaar niet te nemen wegens mogelijk gezichtsverlies van de NSDAP en een eventuele opstand binnen de SA. Uiteindelijk legden SS-mannen op 2 juli 1934 in opdracht van Hitler een revolver in Röhms cel, tezamen met de nieuwste editie van de Völkischer Beobachter, die de gebeurtenissen van het weekend beschreef. Men hoopte dat Röhm hierdoor zelfmoord zou plegen. Of Röhm de laatste tien minuten van zijn leven de krant nog heeft gelezen is niet bekend. Röhm riep volgens sommige lezingen: “Als Adolf me dood wil hebben, moet hij me zelf maar neerschieten!” Volgens andere lezingen bleef hij zwijgend zitten en raakte hij het pistool niet aan. Hierop drongen SS'ers zijn cel binnen en schoten hem dood.
Veel SA-mannen werden in de voormalige cadettenschool van Berlijn-Lichterfelde doodgeschoten. De meesten, niet wetende wat er gaande was, waren ervan overtuigd dat ze slachtoffer waren van een communistische staatsgreep en stierven met de woorden “Heil Hitler!” op de lippen.
Ondanks het woord 'nacht' duurden de arrestaties en de liquidaties bij elkaar een lang weekend, van 30 juni tot en met de dood van Röhm op 2 juli.
Een onderbelicht feit van de Nacht van de Lange Messen is, dat Hitler van de "zuivering" van de SA gebruik maakte, om een groot aantal andere politieke tegenstanders van de NSDAP uit de weg te ruimen. Met name rooms-katholieke politici en actievoerders, van o.a. de Duitse versie van de Katholieke Actie (Katholische Aktion), vonden de dood.

## Gevolgen
De SA-kaders werden gezuiverd, evenals het ledenbestand. De SA telde voor de Nacht van de Lange Messen circa 4 tot 4,5 miljoen leden. In 1938 waren dat er nog slechts 1,8 miljoen. Het restant verklaarde zich loyaal aan Hitler en stond vanaf dit moment onder bevel van Viktor Lutze, die hiermee beloond werd voor zijn trouw aan Hitler. De SS nam de paramilitaire rol van de SA over.
De Generale Staf van de Reichswehr dacht met deze zet een concurrent te hebben uitgeschakeld en Hitler voor hun karretje te hebben gespannen. Hitler bleek echter het leger voor zijn karretje te hebben gespannen en dwong de eigenzinnige legertop tot onvoorwaardelijke en volledige gehoorzaamheid. Na de Blomberg-Fritschaffaire in 1938 werden de eigenzinnigste kopstukken uit de Generale Staf verwijderd of gedegradeerd, ten gunste van generaals als Alfred Jodl en Wilhelm Keitel, die geen vragen stelden maar gehoorzaamden.
Zo werd het leger als Wehrmacht het enige niet-genazificeerde instituut in het Derde Rijk, al werd de eed van trouw aan de Führer direct bij de oprichting in 1934 na de dood van Rijkspresident Paul von Hindenburg ingevoerd. Later zou Hitler wel een begin maken met de uitbouw van de Waffen-SS, die geleidelijk de Wehrmacht moest vervangen als geïdeologiseerde legermacht. Dit proces was echter in mei 1945 nog niet voltooid.

### Slachtoffers
Hieronder volgt een lijst van bekende slachtoffers van de Nacht van de Lange Messen.
| Naam                           | Functie | Foto |
| ------------------------------ | --- | ---- |
| Herbert von Bose               | medewerker van Franz von Papen                                                                                          |      |
| Ferdinand von Bredow           | generaal-majoor, naaste medewerker van Kurt von Schleicher                                                              |      |
| Georg von Detten               | lid van de Rijksdag, SA-Gruppenführer van de OSAF (Oberste SA-Führung)                                                  |      |
| Karl Ernst                     | lid van de Rijksdag, SA-Gruppenführer                                                                                   |      |
| Fritz Gerlich                  | publicist | -    |
| Alexander Glaser               | advocaat, lid van de Katholische Aktion                                                                                 |      |
| Hans Hayn                      | lid van de Rijksdag, SA-Gruppenführer van Saksen                                                                        |      |
| Edmund Heines                  | SA-Obergruppenführer in Breslau                                                                                         |      |
| Peter von Heydebreck           | lid van de Rijksdag, SA-Gruppenführer                                                                                   |      |
| Anton von Hohberg und Buchwald | SS-Obergruppenführer, het enige SS-slachtoffer, geliquideerd in opdracht van Obergruppenführer Von dem Bach-Zelewski    |      |
| Edgar Julius Jung              | advocaat, auteur van de "Marburg-toespraak" van Franz von Papen                                                         |      |
| Gustav von Kahr                | voormalig premier van Beieren, tegenstander van Hitler tijdens de Bierkellerputsch                                      |      |
| Dr. Kuno Kamphausen            | architect, lid van de katholieke Deutsche Zentrumspartei                                                                |      |
| Eugen von Kessel               | voormalig politie-officier, directeur van een eigen persbureau                                                          |      |
| Erich Klausener                | Ministerialdirektor van het Pruisisch ministerie van binnenlandse zaken, van 1928-1934 leider van de Katholische Aktion |      |
| Hans-Karl Koch                 | lid van de Rijksdag, SA-Brigadeführer in de Westmark                                                                    |      |
| Fritz von Krausser             | lid van de Rijksdag, stafchef van de OSAF                                                                               |      |
| Adalbert Probst                | leider van het Deutsche Jugendkraft-Sportverbands (Katholieke sportbond)                                                |      |
| Hans Ramshorn                  | lid van de Rijksdag, SA-Brigadeführer in Opper-Silezië en politiechef van Gleiwitz                                      |      |
| Ernst Röhm                     | SA-stafchef |      |
| Paul Röhrbein                  | SA-kapitein, leider van de Eerste-SA van Berlijn                                                                        |      |
| Alfons Sack                    | advocaat in het Rijksdagbrandproces                                                                                     |      |
| Elisabeth von Schleicher       | vrouw van Kurt von Schleicher                                                                                           |      |
| Kurt von Schleicher            | voormalig Rijkskanselier                                                                                                |      |
| Willi Schmid                   | muziekrecensent van de Muenchener Neuste Nachrichten (per abuis vermoord omdat hij voor iemand anders werd aangezien)   |      |
| Ludwig Schmitt                 | SA-Gruppenführer in Hochland, perschef bij het ministerie van binnenlandse zaken van Beieren                            |      |
| August Schneidhuber            | lid van de Rijksdag, politiechef van München                                                                            |      |
| Johann Konrad Schragmüller     | lid van de Rijksdag, politiechef van Maagdenburg                                                                        |      |
| Emil Sembach                   | lid van de Rijksdag, ex-SS-Oberführer                                                                                   |      |
| Pater Bernhard Stempfle        | voormalig priester, voormalig gevangene in de gevangenis van Landsberg, vermeend redacteur van Mein Kampf               |      |
| Gregor Strasser                | hooggeplaatst NSDAP-lid, oprichter van de Berlijnse SA                                                                  |      |
| Gerd Voß                       | advocaat van Gregor Strasser                                                                                            |      |
| Ernestine Zoref                | maîtresse van baron Paul Edmund von Hahn                                                                                |      |

## Wetenswaardigheden
Vermoedelijk is de term Nacht van de Lange Messen afkomstig uit het Romeinse Rijk waar verraders met lange messen terecht werden gesteld. De term wordt vaak metaforisch gebruikt als een vereniging, regime of partij een interne afrekening houdt. Toen bijvoorbeeld in 1962 de Britse premier Harold MacMillan zijn halve kabinet naar huis stuurde, sprak de pers van de nacht der lange messen.
Een van de bekendste films waarin de Nacht van de Lange Messen voorkomt is La caduta degli dei van Luchino Visconti.
- Biblioteca Nacional de España: XX4359599
- Bibliothèque nationale de France: cb11969961z (data)
- Gemeinsame Normdatei: 4178275-6
- Library of Congress Control Number: sh85054598
- Nationale Bibliotheek van Tsjechië: ph747611
- Nationale Bibliotheek van Israël: 987007529117005171
- Système universitaire de documentation: 027716678